# Ilija Škrinjarić
Ilija Škrinjarić (Hrvatsko Selo (Topusko), 22. rujna 1949.), hrvatski stomatolog

## Životopis
Na Stomatološkom fakultetu diplomirao (studirao listopad 1968. do svibnja 1973.) i doktorirao 1980. godine. Specijalizirao dječju i preventivnu stomatologiju. Predstojnik Klinike za stomatologiju zagrebačkog KBC. Pročelnik Zavoda za dječju i preventivnu stomatologiju. Redoviti sveučilišni profesor u trajnom zvanju na Stomatološkom fakultetu u Zagrebu., nositelj predmeta Dentalna traumatologija i Orofacijalna genetika. Član je povjerenstva za medicinske proizvode Hrvatske agencije za lijekove i medicinske proizvode (HALMED).
Autor knjige o orofacijalnoj genetici, prve monografije u Hrvata o tome, koautor knjige Psihologija za stomatologe i prve u Hrvata znanstveno-stručne monografije iz dentalne traumatologije Traume zuba u djece. Zaslužan je za uvođenje i razvoj orofacijalne genetike u Hrvatskoj. Pomoćnik ministra znanosti za visoko školstvo Republike Hrvatske. Osnovao je Hrvatsko društvo za dentalnu traumatologiju i Hrvatsko pedodontsko društvo, kojima je predsjednik.